# Ali Këlcyra
Ali Këlcyra vel Ali Klissura (ur. 28 maja 1891 w Këlcyrë zm. 24 września 1963 w Rzymie) – albański polityk i prawnik, działacz organizacji Balli Kombëtar.

## Życiorys
W 1919 roku uzyskał doktorat z prawa na Uniwersytecie Rzymskim.
W 1920 roku wziął udział w Kongresie w Lushnji i dołączył do albańskich sił zbrojnych, gdzie walczył przeciwko włoskim siłom w bitwie o Wlorę. Deklarował się jako zwolennik Fana Nolego i zagorzale krytykował politykę Ahmeda Zogu.
Gdy w grudniu 1924 Fan Noli został pozbawiony funkcji premiera Albanii, Ali Këlcyra wyemigrował do Paryża. Następnego roku wziął udział w Bukareszcie w spotkaniu Albańczyków przeciwnych władzy Zoga, następnie był jednym z zarządców organizacji Bashkimi Kombëtar, która pracowała nad zbrojnym buntem przeciwko albańskiej władzy. Został zaocznie skazany na karę śmierci, jednak w 1935 zezwolono mu na powrót do Albanii.
We wrześniu 1935 roku był aresztowany za związek z antyrządowym buntem w Fierze, chociaż nie miał z nim żadnego powiązania. Dzięki wstawiennictwu swojego brata, został zwolniony z więzienia i uzyskał zgodę na opuszczenie Albanii.
W 1938 roku został głównym przewodniczącym organizacji Bashkimi Kombëtar, którą kierował z francuskiej miejscowości Grenoble; organizacja była wspierana przez włoskie władze. Këlcyra uważał, że interwencja Włoch jest potrzebna do obalenia władzy Zoga oraz pomoc w rozwoju społeczno-gospodarczym Albanii za osadzenie króla Włoch Wiktora Emanuela III na albańskim tronie. Ponieważ Włochy zdegradowały Albanię do statusu protektoratu, Këlcyra będąc niezadowolony z włoskiej polityki wobec Albanii, wstąpił do Balli Kombëtar.
Według komunistycznej historiografii, 15 marca 1943 roku Këlcyra podpisał w Tiranie tajne porozumienie z włoskim generałem porucznikiem Renzo Dalmazzo, na mocy którego postanowiono, że balliści nie będą atakować włoskich wojsk. Mimo to już pod koniec marca tego roku doszło w okolicach Korczy do zaciekłych walk między ballistami a wojskami włoskimi.
Ze względu na postępy komunistycznych partyzantów, 21 września 1944 roku wziął udział w spotkaniu antykomunistycznych polityków, na którym planowano utworzenie narodowego rządu kierowanego przez Midhata Frashëriego. Nie udało się to, więc Ali Këlcyra wraz z Midhatem Frashërim, Hasanem Dostim i Vasilem Andonim opuścili w następnym miesiącu Albanię i wyruszyli ze Szkodry statkiem rybackim do kontolowanego przez Aliantow włoskiego miasta Brindisi. Këlcyra został uznany przez brytyjskie władze za kolaboranta, za co wraz z Frashërim zostali internowani w Barletcie; zostali uwolnieni 6 września 1945 roku dzięki wstawiennictwu brytyjskich dyplomatów.
Od grudnia 1945 komunistyczna albańska prasa bezpośrednio oskarżała Këlcyrę o przygotowania do włoskiej inwazji na Albanię.
Po II wojnie światowej pełnił funkcję sekretarza albańskiej emigracyjnej organizacji Bashkimi Kombëtar. Osiadł w Rzymie, gdzie pracował jako publicysta i był współpracownikiem albańskojęzycznego programu Radia Wolna Europa. W 1953 roku został zarządzającym tej rozgłośni.
Zmarł 24 września 1963 w Rzymie, jego prochy znajdują się na cmentarzu znajdującego się obok piramidy Cestiusza.

## Życie prywatne
Był szwagrem Eqrema Vlory.